# Festividad Día Mundial de la Pereza (Itagüí)
El Día Mundial de la Pereza es el día de clausura de las Fiestas de la Industria el Comercio y la Cultura que se celebra anualmente, en el mes de agosto, en la ciudad de Itagüí, Colombia. Es un evento cultural y festivo donde la celebración convoca de manera masiva a la comunidad para que haga un uso sano y positivo del tiempo libre y del ocio. 
En esta fecha se invita a los itagüiseños y a los vecinos de todo el planeta a que participen como actores, y no como simples observadores, de una programación variada en la que se incluyen múltiples actividades recreativas y presentaciones de diversos artistas. Se invita a darle rienda suelta a la creatividad en las calles del centro urbano de Itagüí, que se transforman en escenario de la lúdica y del arte. 
Además, esta fiesta se convierte en un motivo de encuentro para la comunidad, es un día en el que los itagüiseños tienen la oportunidad de interactuar y de reencontrarse con sus viejos amigos para disfrutar de un ambiente alegre y fraternal.

## Descripción
En el Día Mundial de la Pereza las personas acostumbran llevar a las calles almohadas, hamacas, tiendas de camping, camas, incluso hasta pijamas, y ubicarse cómodamente en los espacios de la celebración donde puedan disfrutar de la música y del arte. Se hacen juegos callejeros, conciertos, pinturas colectivas, concursos temáticos alusivos al ocio y al arte de hacer pereza, en fin, se les da la bienvenida a todas las manifestaciones creativas que partan del ingenio y del entusiasmo de la ciudadanía.

## Historia
Fue creado en 1985 por Carlos Mario Montoya, quien en compañía de algunos amigos, como Libardo Restrepo, María Elena Campillo, Doña Margarita Moncada, Doña Luz de Baena, Ligia Pimienta y Marina Martínez, entre otros, y con el apoyo de organizaciones como el Grupo Ecológico y la Escuela de Arte Eladio Vélez, se dio a la tarea de abrirle un espacio al ocio creativo y a la expresión artística. Hasta el año de 1985 no se había incluido en el presupuesto municipal de Itagüí ningún rubro destinado a apoyar las actividades artísticas y recreativas de los ciudadanos. El municipio tampoco contaba con una casa de la cultura ni con una fiesta tradicional que lo caracterizara. Precisamente con la consolidación del Día Mundial de la Pereza se hicieron evidentes estas carencias y se dividió la historia cultural de Itagüí. 
La propuesta del Día Mundial de la Pereza representó a Colombia en el IV Congreso Mundial de Recreación, realizado en Bogotá. Esta celebración figura en las guías nacionales e internacionales como uno de los eventos más autóctonos del país, tal como ocurre con el Carnaval del Diablo de Riosucio.
Cabe resaltar que el Día Mundial de la Pereza, con su eslogan "Por el derecho a la pereza, todos a trabajar", hace parte del patrimonio cultural inmaterial de Itagüí. Dadas la pluralidad y la riqueza de sus manifestaciones artísticas y recreativas, es el componente más relevante y tradicional de la identidad cultural del municipio. El ingenio, la alegría, el aprovechamiento del tiempo libre y el ocio creativo son algunos de los rasgos representativos que hacen de Itagüí una ciudad especial.